# Еледжии
Еллиджии (от турската дума elli – петдесет) е термин от Османската империя.
Всяко населено място е било съставено от ешкинджии и еллиджии. Ешкинджиите са били войници, а еллиджиите – работници, неносещи оръжие. Когато султанът призовавал ешкинджиите на поход, еллиджиите били длъжни да им дадат по 50 крини жито. На всеки ешкинджия се падали по 5 семейства еллиджии.[източник? (Поискан днес)]